# Карађорђево брдо
Карађорђево брдо је брдо у Општини Параћин,северо-источно од града Параћина.
Карађорђево брдо Представља највиши топографски локалитет у Параћину. Део је брдског потеза од Дреновца преко Текије, Параћина (где се назива Карађорђевим) до Ћуприје и тамошњег Везировог брда. Карађорђево брдо се налази на североисточној страни Општине Параћин, односно, са друге стране ауто-пута Е-75 и до њега воде две улице из града које пролазе испод ауто-пута – Теслина и Виноградарска. Ово брдо је кроз историју било познато и као Везирово брдо, а Ђорђе Петровић указује да је пре неколико векова носило и назив Турско брдо.
Брдо има неколико занимљивих топонима попут Ћупријске шуме, језера које данас неприступачно, винограда и чувеног Видиковца са којег се пруже поглед на цели град али и општину. На самом брду налази се велики број викендица, неколико ресторана, тениски терени, али одређени број параћинаца и живи у овом мирном крају.
Такође, на брду се налазило и војно складиште у којем је експлодирало око 3500 тона муниције 2006. године. Од тада језеро није приступачно јер се по брду и у самом језеру постоји велики број неексплодираних експлозивних направа које могу угрозити безбедност људи. Силом прилика Карађорђево брдо је од те године често  домаћим групама деминера, махом специјалиста из Русије, који до данас, 14 година касније, још увек уклањају неексплодирану муницију расуту по овом делу града.
Карађорђево брдо чува и споменик Стеви Писару, који је обавезно место које деца свих основних школа у Параћину морају посетити бар током једног излета како би чули једну интересантну причу о значају једног писара, једног брда и једног трешњиног топа за историју наше земље.

## Историјски значај Карађорђевог брда
Увод за догађаје који ће се одиграти на Карађорђевом брду био је чувени Бој на Иванковцу 18. августа 1805. године. У њему су се устаници сукобили са турском војском у Првом српском устанку.
Након убиства дахија султан Селим III је поставио за београдског пашу Хафиз пашу, који је до тада био паша Ниша. Крајем јула 1805. године он се из ниша упутио у београдски пашалук са око 15000 својих војника. Устаници су планирали да спрече да се он домогне Београда те су формирали две групе, једну коју је предводио Карађорђе са око 4000 устаника и која је била позиционирана на код Гиља у Јагодини, и другу коју су предводили Петар Добрњац и Миленко Стојковић, са упола мање војника, који су били постављлени на Иванковцу.
Сазнавши за ово, Хафиз паша је одлучио да покуша да пробије устаничку војску код Иванковца јер је тамо било стационирано мање људи, а и желео је да избегне Шумадију у којој је било много устаника по селима. Међутим, захваљујући војној досетљивости Стојковића и Добрњца и добро ископаним шанчевима, устаници су успели да одрже одступницу до доласка Карађорђа, након чега су отерали турску војску према Параћину.
Устаници су прешли са друге стране Иванковачког брда, односно на тадашње Турско брдо, које ће касније добити назив Карађорђево, баш због догађаја који су уследили. Они су подигли камп и ископали шанчеве на брду, а Турци су се повукли ка месту где се данас налази ЕПС у Параћину, са савим друге стране града.
Тада својих пет минута добија до тада непознати Стеван Стевановић, писар у Карађорђевој војсци. Он је, наводно у алкохолосаном стању, затражио од вожда да пуца из топа ка турском кампу. Након расправе Карађорђе му је дозволио да испали ђуле, и оно је погодило шатор и ногу Хафиз паше, након чега се турска војска повукла ка Нишу а током тог пута паша је преминуо од последица повреде.
Ово је била прва победа српске војске у Првом српском устанку, али није једини историјски догађај у којем је Карађорђево брдо имало значајну улогу.
Током Првог светог рата управо су шанчеви које је Карађорђева војска ископала више од сто година пре искоришћени од стране немачке војске за постављање топова, како би се зауставила српска војска која је долазила са Солунског фронта. Ови догађаји су дуго били занемаривани у историји, а њих је записао параћинац Коста Хаџивидојковић. Дуго је немачка војска гађала српску са Карађорђевог брда, док су све грађане преместили у села јужно од Параћина. Ипак, на крају је поспустила пред српском и даљи напредак наше војске ка Београду је настављен.

## Карађорђево брдо данас
Чудни подухват Стеве Писара се и данас препричава у Параћину, толико пута да се више не зна шта је легенда а шта историјски податак. За то време, све већи број људи насељава делове брда где су се некада налазили шанчеви устаничке али и окупаторске војске. Све више викендица постају куће, ресторани са погледом на град ничу уз видиковац. Делове карађорђевог брда купују велике винарије, јер на њима веома добро рађа грожђе. Чак 82 хектара под грожђем на брду обрађује Рубин из Крушевца.
Улога Карађорђевог брда данас је сасвим другачија, оно је мирно, све више буја од живота и људи, али споменици, шанчеви и расута муниција по њему подсећају на стратешки и војни занчај овог места, који, треба се надати, никада више неће бити тестирани.